# Água Fria de Goiás
Água Fria de Goiás es un municipio brasileño del estado de Goiás. Fue emancipado del municipio de Planaltina por la Ley Estatal 10.399 del 30 de diciembre de 1987.